# Saturn AL-55

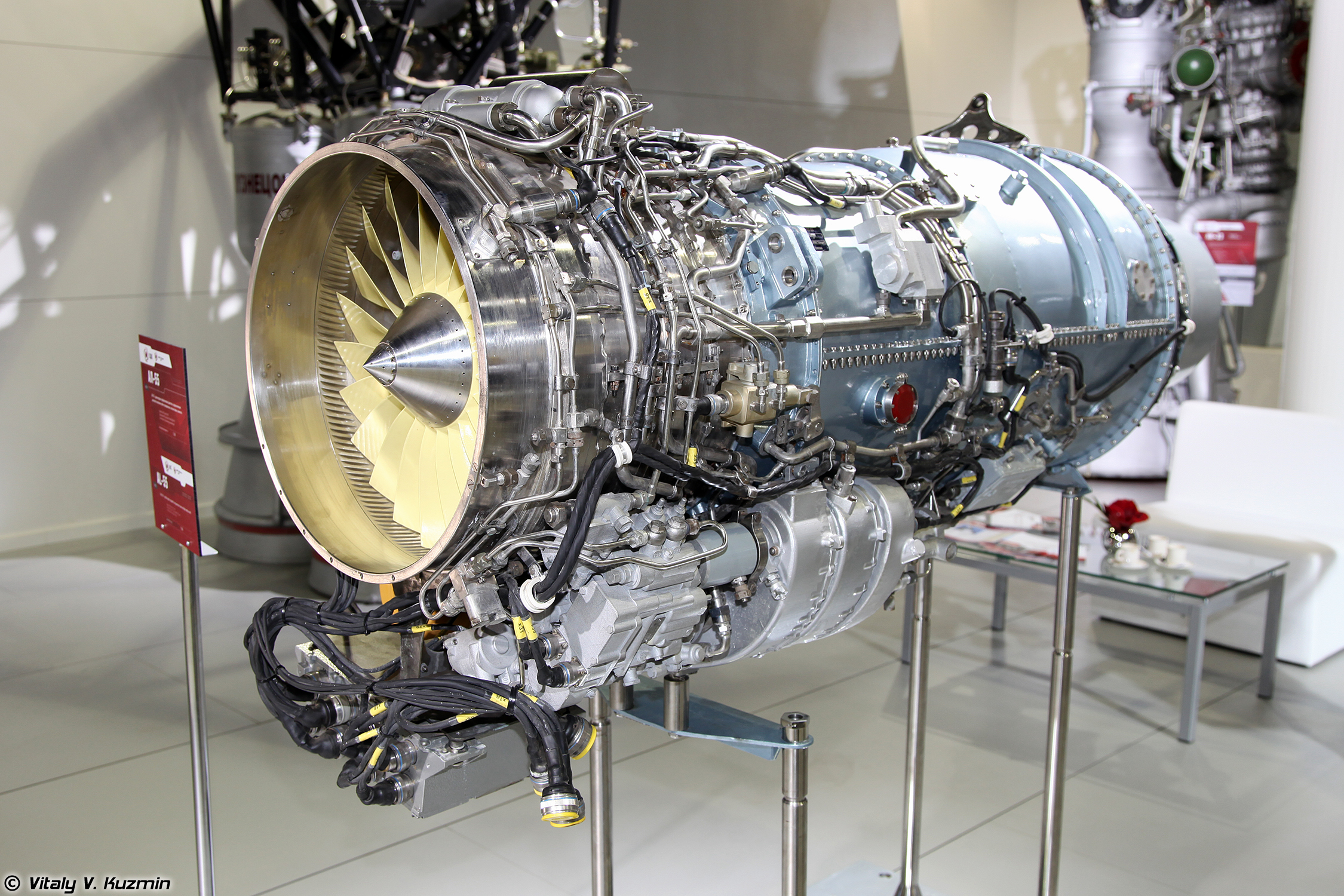
Saturn AL-55

Das Saturn AL-55F ist ein Mantelstromtriebwerk des russischen Triebwerksherstellers NPO Saturn. Das vom Konstruktionsbüro Archip Michailowitsch Ljulka entworfene Triebwerk wurde in den 1990er-Jahren für die Anwendung in leichten Kampf- und Schulflugzeugen sowie UAVs entwickelt. Für die Serienproduktion ist das Werk in Ufa zuständig.

## Beschreibung
Das AL-55 ist ein Zweiwellen-Mantelstromtriebwerk mit einem dreistufigen Niederdruckkompressor, einem fünfstufigen Hochdruckkompressor sowie je einer einstufigen Nieder- und Hochdruckturbine und einer Ringbrennkammer.
Das Triebwerk wurde modular gestaltet und kann auf bis zu 49 kN Schub ausgelegt werden. Ein Nachbrenner ist in späteren Versionen möglich, ebenso eine Schubvektorsteuerung.
Die MTBO beträgt 2000 Stunden.

## Varianten
Neben der Grundversion und dem für Indien bestimmten AL-55/I sind noch weitere Versionen angedacht, die bisher im Entwurfsstadium verbleiben.

### AL-55
Ursprungsversion, war für die Mikojan-Gurewitsch MiG-AT angedacht. Ein Prototyp flog 2008 mit dem AL-55. Das Triebwerk soll in der SAT SR-10 zum Einsatz kommen und ggf. als Ersatz in mit dem Iwtschenko AI-25 ausgerüsteten Maschinen dienen.

### AL-55/I
Exportvariante für die Hindustan Aeronautics HJT-36. Die inzwischen eingestellte zweistrahlige HJT-39 sollte mit einer leistungsgesteigerten Version des AL-55/I mit 21,6 kN Schub ausgerüstet werden. Der Vertrag mit HAL sieht eine Lizenzproduktion in Indien vor.
| AL-55/I                          | AL-55/I                    |
| -------------------------------- | -------------------------- |
| Länge (mm)                       | 1950                       |
| Fan-Durchmesser (mm)             | 462                        |
| Trockengewicht (kg)              | 315                        |
| Schub (kN)                       | 17,3                       |
| Nebenstromverhältnis             | 0,515                      |
| Druckverhältnis                  | 1:17,5                     |
| Spezifischer Kraftstoffverbrauch | 0,69 kg/kgf×h 19,54 g/kN*s |
| Turbineneintrittstemperatur (°C) | 1445                       |